# たて座
たて座（たてざ、Scutum）は現代の88星座の1つ。17世紀末に考案された新しい星座で、盾がモチーフとされている。全天で5番目に小さい星座で、明るい星はないがメシエカタログに登録された2つの散開星団がある。

## 主な天体
4等星より明るい星はないが、変光星やメシエカタログにリストアップされた2つの散開星団はアマチュア天文家の観測対象とされる。

### 恒星
2022年4月現在、国際天文学連合 (IAU) が認証した固有名を持つ恒星は1つもない。
- α星：見かけの明るさ3.83等の橙色巨星で4等星[4]。たて座で最も明るく見える恒星。
- β星：見かけの明るさ4.22等の4等星[5]。たて座で2番目に明るく見える恒星。
- δ星：4.60等から4.79等の振幅で明るさを変える変光星[6]。脈動変光星の一種「たて座δ型変光星」のプロトタイプとされる[7]。
- R星：146.5日の周期で4.2等から8.6等の振幅で変光する、おうし座RV型の脈動変光星[8]。変光周期のほぼ全期間を双眼鏡で追うことができる。
- UY星：赤色超巨星[9]。2013年当時、既知の恒星の中で最大の直径を持つとされたが、2018年時点で否定されている。

### 星団・星雲・銀河
- M11：散開星団。1681年にドイツの天文学者ゴットフリート・キルヒが発見した[10]。コンパクトに星が集まった様子を鴨に喩えた野鴨星団[11](英: Wild Duck Cluster[10][12]) という通称で知られる。
- M26：散開星団。1764年にシャルル・メシエが発見した[13]。

## 由来と歴史
たて座は、ポーランドの天文学者ヨハネス・ヘヴェリウスが、1684年8月刊行の学術誌『ライプツィヒ学術論叢 (Acta Eruditorum)』に「ソビエスキの盾」という意味の Scutum Sobiescianum として星図とその説明を掲載したことに始まる。この「ソビエスキ」は、時のポーランド王ヤン3世ソビエスキ (ポーランド語: Jan III Sobieski) のことである。ヤン3世は、前年の1683年に起きたオスマン帝国による第二次ウィーン包囲の際、「フサリア」と呼ばれる騎兵を率いてウィーン包囲中のオスマン軍を強襲し、これを潰走させるという戦史に残る武勲を立てたばかりで、Scutum Sobiescianum はその栄誉を称えたものとされる。また、1679年にヘヴェリウスが観測施設を焼失した際、その再建をヤン3世が支援してくれたことへの個人的な恩義も動機になったと見られる。ヘヴェリウスは、『ライプツィヒ学術論叢』に載せた説明文で1678年にエドモンド・ハリーが考案した星座 Robur Carolinum（チャールズの樫の木）を引き合いに出し、ヤン3世の威光と自身の正当性を強調した。また、彼の死後の1690年に出版された『Prodromus Astronomiae』では、彼が考案した他の星座よりも多くの紙幅を割いてヤン3世の偉業とそれを讃えて星座とする意義を説明している。
『ライプツィヒ学術論叢』の誌上で Scutum Sobiescianumは、キルヒがザクセン選帝侯ヨハン・ゲオルク3世を顕彰するために考案した Gladii Electorales Saxonici（ザクセン選帝侯の双剣）と並べて掲載された。ともに封建領主の威徳を称えるために考案された2つの星座であったが、Scutum Sobiescianum が名前を変えながらも「たて座 (Scutum)」として88星座の1つとして生き存えているのに対して、Gladii Electorales Saxonici はこれを採用する者もなく廃れてしまった。
Scutum Sobiescianum も後世の天文学者たち全てに受け入れられた訳ではなく、この多分に政治的な動機で設けられた星座を忌避する動きも見られた。たとえば、イギリスの初代王室天文官となったジョン・フラムスティードが編纂し、死後の1725年に出版された星表『大英恒星目録 (Catalogus Britannicus)』や1729年に出版された星図『天球図譜 (Atlas Coelestis)』では、ヘヴェリウス考案の他の星座が掲載される一方で、Scutum Sobiescianum の存在は完全に無視された。しかし、ジャン・ニコラ・フォルタンらが1776年にフランスで刊行した『天球図譜』の改訂版では l'Ecu de Sobieski として復活している。また、1801年にドイツの天文学者ヨハン・ボーデが刊行した星図『ウラノグラフィア (Uranographia)』では Scutum Sobiesii の名称で、1822年にイギリスの教育者アレクサンダー・ジェイミソンが出版した『A Celestial Atlas』では Scutum Sobieski という名称でそれぞれ描かれており、18世紀から19世紀にかけて星座の1つとして受容されていたことがうかがえる。
しかし、イギリスの天文学者フランシス・ベイリーは、彼が世を去った翌年の1845年に刊行された星表『British Association Catalogue』で現在使われている星座とほぼ同じ87の星座をリストアップしながら、Scutum Sobiescianum を除外していた。このベイリーの姿勢は、後年アメリカの天文学者ベンジャミン・グールドから「天文学者たちによってあまねく採用されているヘヴェリウスのScutumを抑圧することに一体どんな利益があるのかわからない」と批判されている。結局、1879年にグールドが刊行した著書『Uranographia Argentina』で、星座名を Scutum と短縮した上で採用され、バイエル符号風のギリシア文字の符号をαからηまで付されたことにより、Scutum の星座としての地位が確たるものとなった。
1922年5月にローマで開催されたIAUの設立総会で現行の88星座が定められた際にそのうちの1つとして選定され、星座名は Scutum、略称は Sct と正式に定められた。新しい星座のため星座にまつわる神話や伝承はない。
- 『ライプツィヒ学術論叢』（1684年）に掲載された Scutum Sobiescianum と Gladii Electorales Saxonici。
- ヨハネス・ヘヴェリウスの『Firmamentum Sobiescianum』（1690年）に描かれた Scutum Sobiescianum。
- アレクサンダー・ジェイミソンのジェミーソン星図（1822年）に描かれたScutum Sobieski。

### 中国

古今図書集成に描かれた斗宿の図。たて座の星は右上の天弁に配されていた。

18世紀半ばにドイツ人宣教師ケーグラー（中国名戴進賢）らが編纂した星表『欽定儀象考成』では、たて座の星々は二十八宿の北方玄武七宿の第一宿「斗宿」に配された。たて座のα・δ・ε・β・ηの5星が、わし座の4星とともに天子のかぶる冠を表す星官「天弁」を成すとされた。

## 呼称と方言
日本では、明治末期には「楯」という訳語が充てられていたことが、1910年（明治43年）2月刊行の日本天文学会の会報『天文月報』第2巻11号に掲載された「星座名」という記事でうかがい知ることができる。この訳名は、1925年（大正14年）に初版が刊行された『理科年表』にも「楯（たて）」として引き継がれた。戦後の1952年（昭和27年）7月に日本天文学会が「星座名はひらがなまたはカタカナで表記する」とした際に、Scutum の日本語の学名は「たて」と定められ、これ以降は「たて」という学名が継続して用いられている。
天文同好会の山本一清らは、既にIAUが学名を Scutum と定めた後の1931年（昭和6年）3月に刊行した『天文年鑑』第4号で、星座名を Scutum Sobiescianum、訳名を「ソビエスキの楯」と紹介し、以降の号でもこの星座名と訳名を継続して用いていた。
現代の中国では盾牌座と呼ばれている。